# Ács Gusztáv
Ács Gusztáv (Nyíregyháza, 1967. március 18. –) magyar labdarúgó, hátvéd.

## Pályafutása
1985 augusztusában szerepelt először a Nyíregyháza NB II-es csapatában. A Bp. Honvédban mutatkozott az élvonalban 1989. május 21-én a Dunaújváros ellen, ahol csapata 1–1-es döntetlent ért el és ezzel a bajnokcsapat tagja lett. 1990 és 1996 között a Csepel, 1996 és 1998 között a Dunaferr, 1998 és 2001 között a Nyíregyháza együttesében szerepelt. Utolsó élvonalbeli mérkőzésen a Tatabánya csapata 1–0-ra legyőzte csapatát.

## Sikerei, díjai
- Magyar bajnokság
  - bajnok: 1988–89
- Magyar kupa
  - döntős: 1990